# 國立臺灣大學工學博物館
25°1′07.20″N 121°32′23.38″E / 25.0186667°N 121.5398278°E

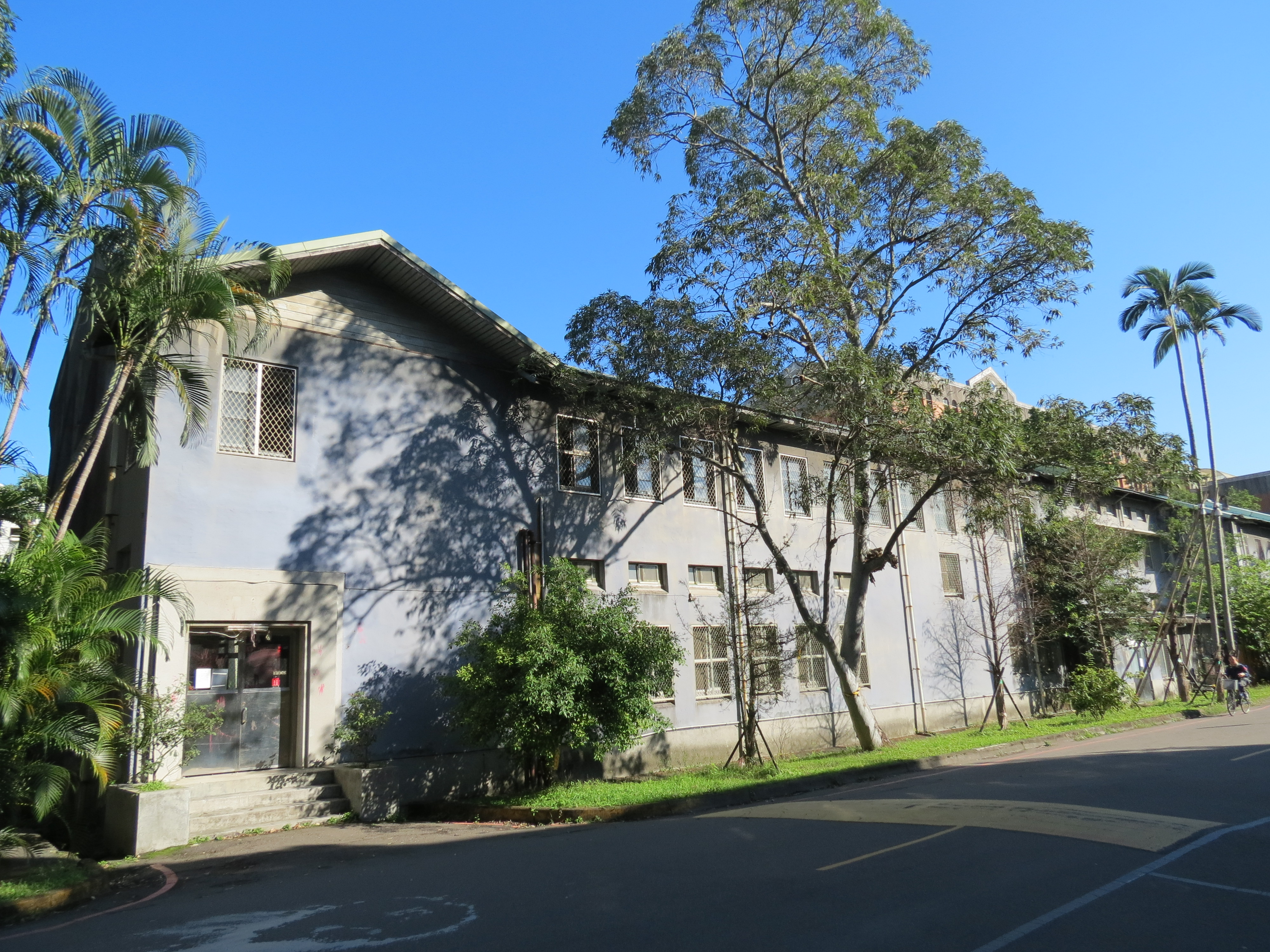
機械工程館尚未改建前

國立臺灣大學工學博物館，前稱國立台灣大學機械工程館，又稱舊機、機械舊館，於台灣日治時期昭和18年（1943年）所建設，佔地面積為218.35平方公尺的雙層樓建築物。其為台北帝大工學部的早期建築物，後來漸漸為機械系使用。
原本學校預計將其和志鴻館拆除，並作為工綜館二期西翼建築預定地。後由台北市文化局指定為歷史建築，修復後由校方規劃為「工學博物館」，於2024年末開放參觀。

## 歷史
機械工程館是台北帝大時期最後一棟建築物，也是原本規劃的建築中唯一興建成功的建築，不過並沒有被文化局登錄為古蹟或歷史建物。此棟建築被認為是臺灣邁向工業研究基地的代表建物之一。太平洋戰爭爆發後，日本加深台灣工業化的發展，配合南進政策，帝大計劃建立「工學部」，並朝北方校地連續建造十七棟一模一樣的建築物，作為台灣工業的高等教育基地。1941年5月，設立工學部。但隨著日本戰敗日治時代結束，此計劃也被擱置。
約1970年代，隨著志鴻館的落成，機械系年輕師生的研究重心轉移到志鴻館內，機械系的系辦仍位於機械工程館內。此時的機械工程館使用者多是教授，機械系的學生不會到該館。1980年代末期，台灣的學術研究又邁向高峰，由於志鴻館的實驗室有限，所以研究師生們又回到舊機內進行實驗。
直到1992年的工學綜合大樓落成後，機械系的系辦、教室、實驗室皆搬到裡面。此時建物名稱從「機械工程館」漸漸被學生稱為“舊機”。而舊機的功用從學術研究轉變為學生的活動空間。機械系學生在舊機裡舉辦各式的活動，其中包括鬼屋。機械系系學會為了要告別即將被拆遷的舊機而在2010年5月4日至6日舉辦鬼屋活動。
然而，在新館興建計畫完成前，舊機械館被台北市文化局於2014年11月10日文化資產審議委員會通過為歷史建築。台大決定保留並翻新該館，校方曾想讓咖啡廳進駐，後改規畫為工學博物館，由機械系管理。

## 建築背景

### 風格
相比台北帝大創校初期的建物文學院以及校史館的折衷主義建築，舊機的單調風格顯示出太平洋戰爭對帝大的影響。舊機的建築外表土灰，門窗狹小、牆壁極為堅固，其戶外還有一支大樓梯，整體構造儼然是軍營的設計。
太平洋戰爭時期，日本為了應付龐大戰爭費用而導致帝大教學館興建計劃無法如計畫般展開，同時也為了避免帝大校舍成為敵軍轟炸目標，因此臺北帝大將校內其中兩棟校舍之外表塗以灰色，其中一棟便是舊機。

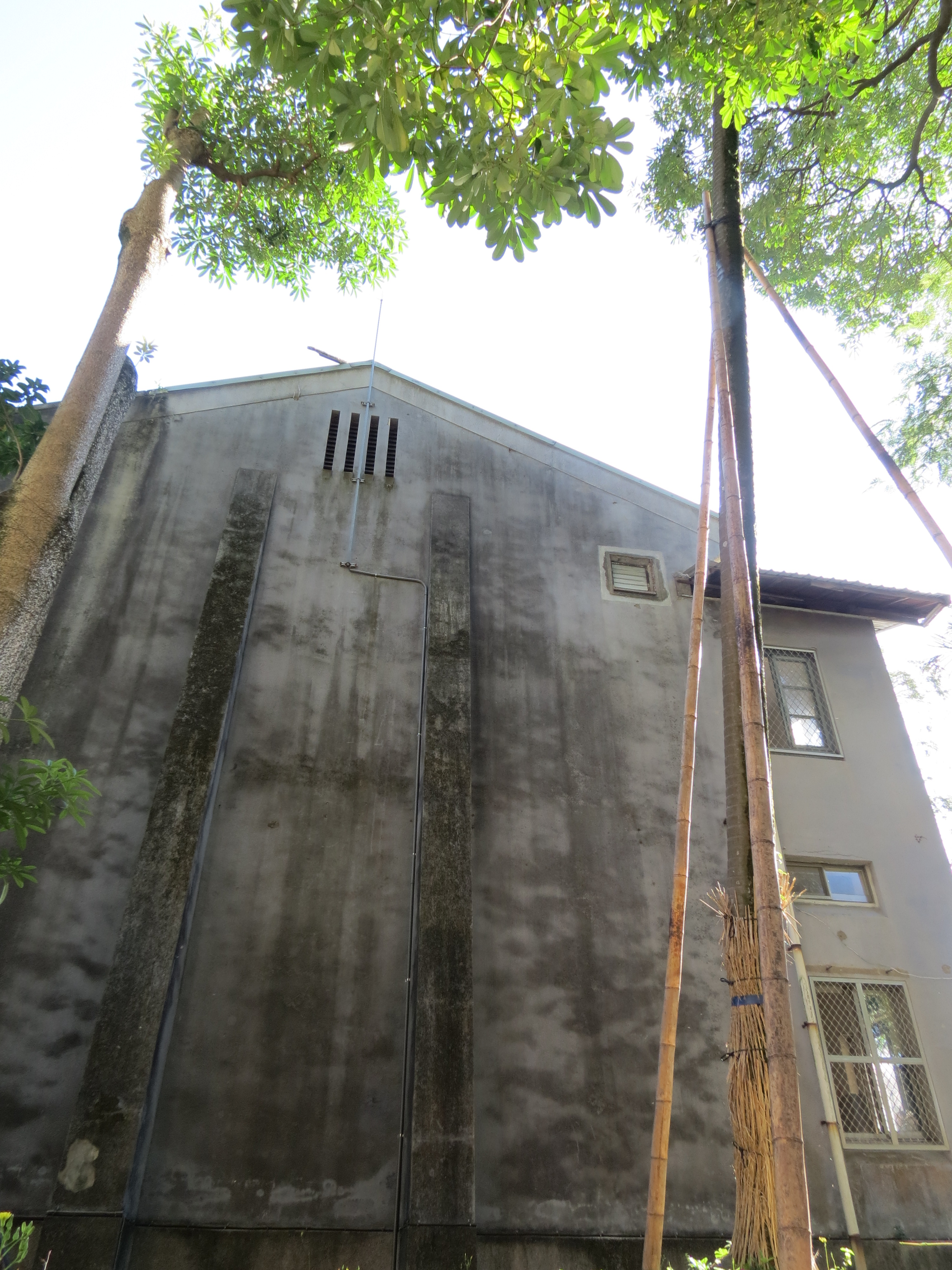
台大舊機牆壁

舊機呈現出現代式建築的形式。此建築的屋頂部分的的三角形山牆則帶有濃濃的日本傳統建築味道。除此之外，建築內除了二樓樓板之外都沒有使用鋼筋，且其與一般鋼筋建築不同的是：舊機是靠牆壁來支持整體建築重量。舊機的灰色牆壁厚實，線條筆直清晰。厚實的牆壁讓舊機內部冬暖夏涼。建築物的兩端還有兩個傾斜的柱子以增加牆壁的穩定性。

### 功能及目的
舊機是棟專為工學部而設計的建築物，建築內上下氣窗的設計以讓建築物維持通風皆顯示出工學部特色。這些活動式的百葉窗讓實驗內的空氣可以對流。舊機是棟以應用物理當作核心的建築，儘管在科技尚未發達的年代，舊機內的設計滿足研究所需的導電、排水、通風、排放廢液、瓦斯等功能。
舊機裡的實驗室專用排氣櫃最能顯示出舊機的功能性。當初排氣櫃都供學生們處理實驗用的氣體或是液體，從外牆可看到方形水泥柱就是排氣櫃的通風管。直到1970年代，排氣櫃漸漸失去其功用，成為堆放雜物的窗台。
舊機內部最大的特色便是管線的配置，其牆壁內部都有裝瓦斯管。與現在的建築相異的是，舊機內的電線和水管皆外露，走在一樓的走廊上只要抬頭就可以看看很多條筆直的管線。而這些管線都連到不同的實驗室，每個實驗室都有特定的變電箱。現在舊機內許多的管線都已荒置，但是有些水管卻還是有水流通或是仍有電路通過。
舊機靠近活大的那一面有三間凸出來的房間，據說曾是變電室和電焊室。當初特地將這些房間與實驗室區隔開來，以讓臭氣可以直接排出。而低矮房間的設計則是為了讓光線進入建築。

### 位置及樓層安排
機械工程館坐落水杉道西側，以及台大工綜館大門入口前，門牌編碼為N51。機械舊館有地上兩層樓。原本機械工程館裡有眾多教室、實驗室供機械系師生日常使用，但為配合拆遷事宜，館內許多設施、擺設都已搬遷至台大舊數學系館以及新數學館，並於2012年6月底起連同隔壁的志鴻館正式封閉，以進行新館之興建工程。

## 外部連結
- 國立臺灣大學機械工程館—文化部文化資產局（页面存档备份，存于）